# Lemkische Küche

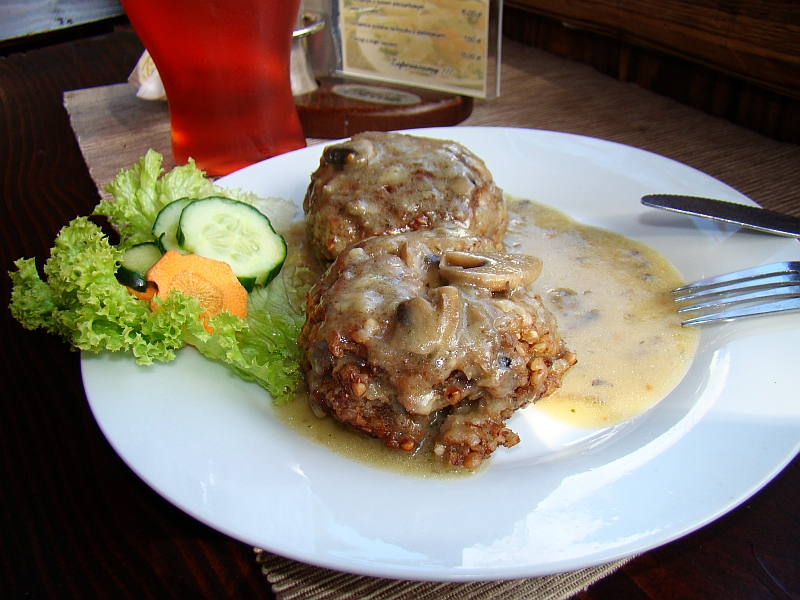
Grütz-Kotelett auf lemkische Art

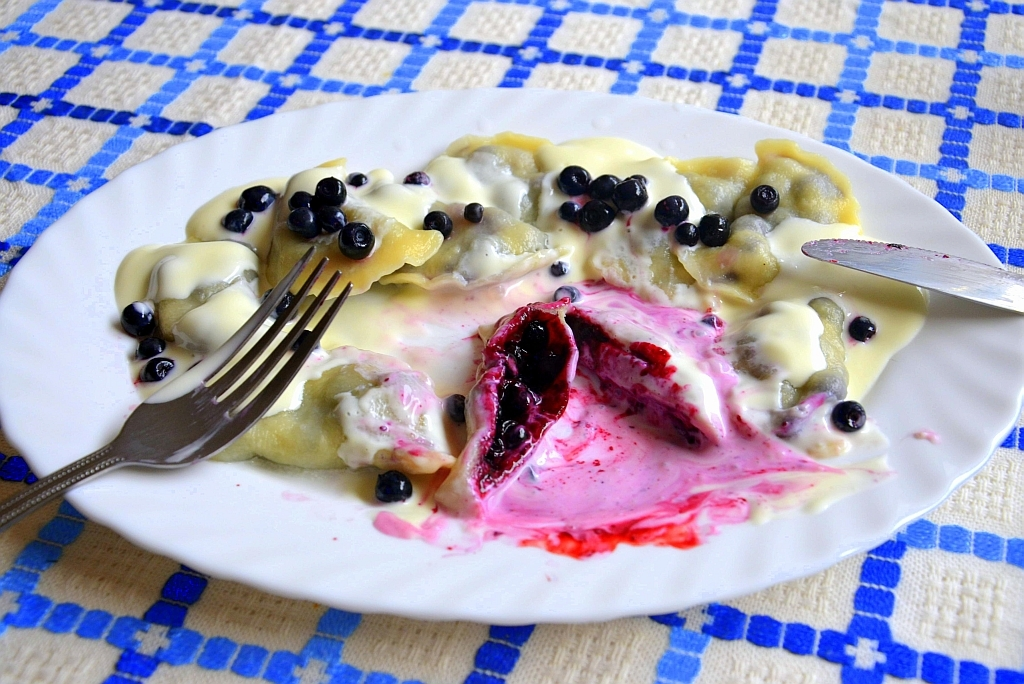
Teigtaschen mit Heidelbeerfüllung

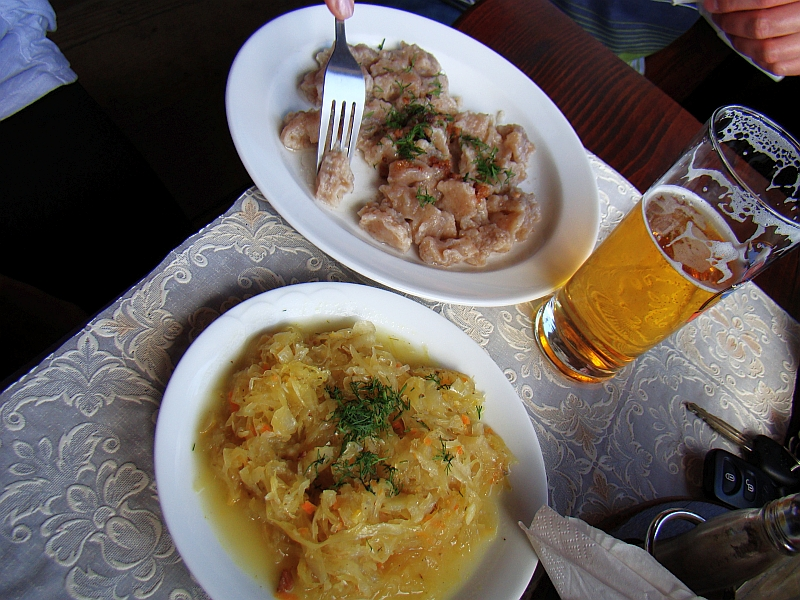
Vollkornspätzle mit Sauerkraut

Die lemkische Küche (rut. Харчування Лемків) ist die in den Ursprüngen ruthenische Küche der Lemken und mit den Küchen der südöstlichen Nachbarländer Polens verwandt. Der Beitrag der landestypischen altwalachischen Gerichte ist aber der bedeutendste.
Es gibt auch eine Kombination von lokalen und regionalen Kochtraditionen in den einzelnen Regionen der Karpaten wie beispielsweise des Ondauer Berglands, dessen Küche viele Einflüsse des Ungarischen und Slowakischen auszeichnet, des Niederen Beskiden oder der Ostgrenze der Waldkarpaten. Zusätzlich wurde im Süden ein starker Einfluss Mantakens im westlichen Karpatenbogen immer größer, auch von den Nördlichen als Lemkiwschtschyna wurde unter der Wirkung der bis ins 17. Jahrhundert polonisierten walddeutschen Bauerkultur in Polen überragt. Hier koexistieren die polnische und ukrainische Küche. Im Süden, im polnisch-slowakischen Grenzgebiet, zwischen dem Poprad und dem Fluss San lebten lange Zeit überwiegend Lemken, die nach dem Zweiten Weltkrieg im Rahmen der Aktion Weichsel umgesiedelt wurden. Heute liegen die kleinteiligen Enklaven der Lemken auf polnischem Boden im Flussgebiet der oberen Oslawa und in den Beskiden, östlich vom Solina-See, zwischen Wołosate und Lesko.
Charakteristisch für die regionale lemkische Küche sind die zahlreichen Sauerteig- und Suppengerichte wie Borschtsch, Sauermehlsuppen, Knödelgerichte und Mehlspeisen. Bei den Gemüsebeilagen dominieren einheimische Produkte wie Kartoffeln, Sauerkraut, verschiedene Kohlarten und Bohnen. Typische Zutaten der Hauptgerichte sind Kefir oder Buttermilch, Kreuzkümmel und Knoblauch. Ihre tägliche Nahrung bestand am häufigsten aus Grützbrei und Brimsen-Käse mit stark gewürzten Speisen, Milch und Milchprodukte, Geflügel, Brot, Kartoffeln, Gemüse und Obst. Man genießt den Käse mit Brot und verschiedenen Teigtaschen, benutzt ihn aber auch zur Bereitung verschiedener Arten von Speisen.
An Fischen wurden Bachforellen, Aale, Quappen, Barben, Marinken, Gründlingen, Brachsen oder Dunken verwendet. Flussfische wurden entweder mit Netzen oder Reusen an den Ufern des San, Poprad, Ondava, Osława, Wisłok oder anderen Gewässern der Karpaten gefangen, die, nachdem sie getrocknet und gesalzen wurden, eine Hauptnahrung der Armen ausmachten.
Die Küchen des Karpatenvorlands und der Ostkarpaten ähneln sich, da sie aus der Verbindung derselben mit galizischer Tradition der Doppelmonarchie entstanden. Aber selbst von Dorf zu Dorf, sogar von Familie zu Familie sind Unterschiede in der Zubereitung und den Ernährungsgewohnheiten zu finden.
Das erste gedruckte Kochbuch für galizisch-vorkarpatische Küche ist die Książka kucharska von Johann Pellar aus dem Jahre 1866 (Reprint Rzeszów 1885).

## Regionale Spezialitäten
- Kohlrouladen mit Kartoffeln
- Brimsennocken auf lemkische Art mit Speck
- Kartoffelkuchen mit Fleischfüllung
- Süße Knödel mit Pflaumen gefüllt
- Piroggen mit Pflaumenfüllung
- Kiselo – mit Sauermilch übergossene Kartoffelkoteletts mit Fleischfüllung, mit Knoblauch und Minze scharf gewürzt